# セルの恋
『セルの恋』（セルのこい）は、2005年に発売された中川晃教のシングル。

## 概要
収録曲「セルの恋」（作詞・作曲:めけて）は、NHKの音楽番組『みんなのうた』で、2005年8月 - 9月放送の楽曲に採用された曲。ヒトデの少年“セル”が美しい人魚の姫に寄せる恋心を綴った物語。
アニメーションは『つみきのいえ』で第81回アカデミー短編アニメ賞で受賞した加藤久仁生が制作した。

## 収録曲
| #  | タイトル                            | 作詞・作曲 | 編曲                   | 時間 |
| -- | ----------------------------------- | ---------- | ---------------------- | ---- |
| 1. | 「セルの恋」                        | めけて     | 村山晋一郎、後藤勇一郎 | 4:24 |
| 2. | 「真夜中のカーニバル」              | 中川晃教   | 土屋学                 | 4:27 |
| 3. | 「砂漠（Acoustic Version）」        | 中川晃教   | 榊原長紀               | 4:49 |
| 4. | 「セルの恋 (みんなのうた version)」 | めけて     | 村山晋一郎、後藤勇一郎 | 4:48 |
| 5. | 「セルの恋 (Instrumental version)」 | めけて     | 村山晋一郎、後藤勇一郎 | 4:21 |